# Дубина Сергій Олександрович
Сергі́й Олекса́ндрович Дуби́на (народився 6 січня 1975) — полковник Збройних сил України у відставці[джерело?].

## Життєпис
Має вищу освіту, закінчив Академію сухопутних військ імені гетьмана Петра Сагайдачного.
Командир 1-го загону 8-го окремого полку спеціального призначення. Проживає у місті Хмельницькому.
На парламентських виборах 2014 року балотувався за списком Всеукраїнського аграрного об'єднання «Заступ» (№ 13 у списку), яке не подолало 5%-го прохідного бар'єра.
Станом на серпень 2016 року очолював 142-й навчально-тренувальний центр Сил спеціальних операцій Збройних Сил України.

## Відзнаки та нагороди
- 19 липня 2014 року — за особисту мужність і героїзм, виявлені у захисті державного суверенітету та територіальної цілісності України, вірність військовій присязі під час російсько-української війни, відзначений — нагороджений орденом Богдана Хмельницького III ступеня;
- Відзнака Президента України — ювілейна медаль «25 років незалежності України» (19 серпня 2016) — за значні особисті заслуги у становленні незалежної України, утвердженні її суверенітету та зміцненні міжнародного авторитету, вагомий внесок у державне будівництво, соціально-економічний, культурно-освітній розвиток, активну громадсько-політичну діяльність, сумлінне та бездоганне служіння Українському народу[3]